# مقاطعة ريتشلاند (كارولاينا الجنوبية)
مقاطعة ريتشلاند (بالإنجليزية: Richland County, South Carolina)‏ هي إحدى مقاطعات ولاية كارولاينا الجنوبية في الولايات المتحدة. تأسست سنة 1785، بلغ عدد سكانها 389116 نسمة في عام 2010 حسب إحصاء مكتب تعداد الولايات المتحدة وتصل الكثافة السكانية فيها 196.4 نسمة/كم2.

## وصلات خارجية
- United States Counties